# Saxemberg
Saxemberg es una isla fantasma, la cual se creyó que existía en el Atlántico Sur. Tal supuesta isla aparece intermitentemente en las cartas o mapas de navegación entre el siglo XVII y el XIX.
Saxemberg habría sido reportada por vez primera por el navegante holandés John Lindesz Lindeman en 1670, quien la consideró localizada hacia los 30°45′S 19°40′O / -30.750, -19.667. Éste realizó un esbozo de la misma: una isla llana con una montaña en su centro. Otros esbozos de autores no identificados muestran vistas más detalladas de Saxemberg. El  Major General Alexander Beatson, residente en la isla de Santa Helena, escribió en 1816 que poseía dibujos de la isla en los cuales aparecían representadas especies de árboles en 1816. Beatson llegó a hipotetizar una teoría continental de las islas Ascensión, Tristán da Cunha, Gough, y Saxemberg, las cuales tendrían -según él- por origen un único continente de unas 1800 millas de largo y 500 de anchura.
Pero, pese a las coordenadas aportadas por Lindeman, los marinos no encontraron nunca tal isla. De modo que la duda sobre su existencia se observa en su progresiva desaparición en las cartas marítimas. 
En septiembre de 1801 el famoso navegante y cartógrafo australiano Matthew Flinders, a bordo del  Investigator, intentó en vano localizar tal isla. En su libro A Voyage to Terra Australis (Un viaje  a la Terra Australis) concluyó que dejaba de creer en la existencia de Saxemberg. Luego anotó al margen que el conde de Caledon le mostró en 1810 un extracto de la bitácora del capitán Long -de la balandra Columbus- fechado el 22 de septiembre de 1809 en el derrotero hacia  El Cabo desde Brasil que decía:

17h, ví la isla de Saxonburg (Saxemberg), hacia el E. S. E., primero a 41 leguas  de distancia: tiempo claro. He rumbeado sus costas, y la he encontrado en latitud 30° 18' sud, longitud 28° 20' oeste, aproximadamente.

La isla de Saxonburg tiene 4 leguas de longitud, N. O. y S. E., y 2½ millas de ancho. La extremidad N. O. es una alta cresta [o acantilado]  de 70 pies, de forma perpendicular, que recorre todo el largo [de la isla] hacia el sudeste por 8 millas. Se pueden ver sus árboles a 1½ milla  de distancia, y una playa de arena.

Las coordenadas aportadas por Long fueron 30°18′S 28°20′O / -30.300, -28.333. Flinders nota:

La ubicación usual de Saxemberg en las pizarras y en las cartas era de 30° 45' Sur y 19° 40' Oeste, casi 9° de longitud, demasiado corto; y por lo tanto no es de extrañar que los barcos no la hubieran encontrado. Para el momento en que vimos gran cantidad de pájaros, el día 28, el Investigator no estaba a más de 80 millas de la posición de la isla, tal como dijera Mr. Long.
Nota manuscrita de Matthew Flinders, A Voyage to Terra Australis, 1814

En 1804, el capitán Galloway, del navío estadounidense Fanny, afirmó haber avistado la isla durante varias horas y observado una altura en su centro, como reportara Lindeman.
En 1816, el capitán Head, del True Briton, dijo haber encontrado la isla y haberla observado durante 6 horas. Su testimonio corroboró al de Galloway.
Luego de tales observaciones deja de haber más información referida a la isla Saxemberg; es muy  probable  que los marinos hayan confundido una acumulación de nubes bajas con una isla, o que la isla en cuestión haya desaparecido bajo las aguas (aunque no existen actualmente indicios submarinos verificables).